# Armadilloniscus letourneuxi
Armadilloniscus letourneuxi is een pissebed uit de familie Detonidae. De wetenschappelijke naam van de soort is voor het eerst geldig gepubliceerd in 1885 door Simon.